# 통영 연화사 증도가
통영 연화사 증도가(統營 蓮花寺 證道歌)는 대한민국 경상남도 통영시 연화사에 있는, 영가대사 현각이 선종의 진리에 관한 깨달음을 칠언으로 노래한 장편시이다. 2019년 8월 1일 경상남도의 유형문화재 제652호로 지정되었다.

## 지정 사유
｢증도가｣는 영가대사 현각이 선종의 진리에 관한 깨달음을 칠언으로 노래한 장편시로서 '1474년'이라는 명확한 간행 기록(刊記)이 수록되어 있고 인출 및 보관상태가 양호한 책으로 임진왜란(1592년) 이전(以前)인 1474년에 간행된 귀중본이므로 경상남도 유형문화재로 지정한다.

## 참고 문헌
- 통영 연화사 증도가 - 국가유산청 국가유산포털